# ميريل د. بيترسون
ميريل د. بيترسون (بالإنجليزية: Merrill D. Peterson)‏ هو مؤرخ أمريكي، ولد في 1921 في مانهاتن في الولايات المتحدة، وتوفي في 2009 في شارلوتسفيل في الولايات المتحدة.